# Al Fayyum
Al Fayyum (eller Fayyum) er en by i det centrale Egypten med et på 519.047 (2021) indbyggere. Byen er hovedstad i et guvernement af samme navn og ligger 130 kilometer sydvest for hovedstaden Cairo. 
Byen er kendt for mumieportrætter.